# Філіп Ґубенко
Філіп Ґубенко (англ. Philip Gubenco; нар. 14 березня 1982) — колишній канадський тенісист.
Найвищу одиночну позицію світового рейтингу — 519 місце досяг 10 травня 2004, парну — 279 місце — 22 травня 2006 року.

## Фінали ITF Ф'ючерс

### Одиночний розряд: 3 (0–3)
| Фінали за покриттям |
| ------------------- |
| Тверде (0–2)        |
| Ґрунт (0–1)         |

| Результат | В-П | Дата     | Турнір                            | Рівень  | Покриття | Суперник      | Рахунок       |
| --------- | --- | -------- | --------------------------------- | ------- | -------- | ------------- | ------------- |
| Поразка   | 0–1 | Тра 2001 | Греція F1, Халкіда                | Ф'ючерс | Тверде   | Марко Ткалець | 6–2, 1–6, 0–6 |
| Поразка   | 0–2 | Чер 2003 | Канада F3, Lachine                | Ф'ючерс | Тверде   | Раян Сачір    | 7–5, 3–6, 4–6 |
| Поразка   | 0–3 | Кві 2005 | Мексика F3, Гвадалахара (Мексика) | Ф'ючерс | Ґрунт    | Марсело Мело  | 1–6, 4–6      |

### Парний розряд: 15 (9–6)
| Фінали за покриттям |
| ------------------- |
| Тверде (8–5)        |
| Ґрунт (1–1)         |

| Результат | В-П | Дата     | Турнір                     | Рівень  | Покриття | Партнер           | Суперники                                 | Рахунок                 |
| --------- | --- | -------- | -------------------------- | ------- | -------- | ----------------- | ----------------------------------------- | ----------------------- |
| Перемога  | 1–0 | Тра 2001 | Греція F1, Халкіда         | Ф'ючерс | Тверде   | Жоселін Робішо    | Іван Церович Марко Ткалець                | 6–3, 7–5                |
| Поразка   | 1–1 | Жов 2001 | США F22, Лаббок            | Ф'ючерс | Тверде   | Лазар Магдінчев   | Джон Доран Куні ван Вейк                  | 4–6, 6–7(4–7)           |
| Перемога  | 2–1 | Кві 2002 | Ямайка F1, Кінгстон        | Ф'ючерс | Тверде   | Трес Дейвіс       | Олександр Богомолов Кері Франклін         | 4–6, 6–3, 7–6(7–1)      |
| Перемога  | 3–1 | Кві 2002 | Ямайка F2, Монтего-Бей     | Ф'ючерс | Тверде   | Трес Дейвіс       | Ніколя Девільдер Тьєррі Гвардьйола        | 6–1, 4–6, 6–3           |
| Поразка   | 3–2 | Вер 2002 | Туніс F2, El Menzah        | Ф'ючерс | Тверде   | Бенуа Фуше        | Дірк Стеґманн Рік де Вуст                 | 4–6, 1–6                |
| Поразка   | 3–3 | Вер 2002 | Швеція F2, Гетеборг        | Ф'ючерс | Тверде   | Яспер Сміт        | Александер Дьюрановіч Беньямін Коллеффель | 4–6, 2–6                |
| Поразка   | 3–4 | Бер 2004 | Нова Зеландія F1, Бленім   | Ф'ючерс | Тверде   | Доменік Марафіоте | Ім Кю Те Лі Син Хун                       | 6–2, 2–6, 3–6           |
| Перемога  | 4–4 | Жов 2004 | США F28, Лаббок            | Ф'ючерс | Тверде   | Жульєн Кассень    | Лазар Магдінчев Дуді Села                 | 2–6, 7–6(7–5), 6–4      |
| Поразка   | 4–5 | Жов 2004 | США F30, Батон-Руж         | Ф'ючерс | Тверде   | Жульєн Кассень    | Михайло Коган Віктор Ромеро               | 3–6, 1–6                |
| Перемога  | 5–5 | Жов 2005 | США F25, Лагуна-Нігел      | Ф'ючерс | Тверде   | Ерік Хвойка       | Роб Стеклі Лестер Кук                     | 7–6(7–4), 4–6, 6–1      |
| Перемога  | 6–5 | Бер 2006 | Канада F2, Rock-Forest     | Ф'ючерс | Тверде   | Ерік Хвойка       | Джеремі Вуртцман Ізак ван дер Мерве       | 7–5, 6–4                |
| Перемога  | 7–5 | Бер 2006 | Канада F3, Монреаль        | Ф'ючерс | Тверде   | Ерік Хвойка       | П'єрр-Людовік Дюкло Ізак ван дер Мерве    | 7–6(7–3), 4–6, 7–6(7–5) |
| Перемога  | 8–5 | Тра 2006 | Мексика F6, Celaya         | Ф'ючерс | Тверде   | Миха Грегорць     | Роман Борванов Свен Свіннен               | 6–3, 1–6, 7–5           |
| Поразка   | 8–6 | Лип 2006 | США F16, Піттсбург         | Ф'ючерс | Ґрунт    | Роб Стеклі        | Шеннон Неттл Денієл Вендлер               | 6–7(8–10), 3–6          |
| Перемога  | 9–6 | Жов 2006 | Бразилія F13, São Leopoldo | Ф'ючерс | Ґрунт    | Мануель Джоркуера | Карлос Сірне-Ліма Ренату Сілвейра         | 6–7(6–8), 6–3, 6–3      |